# Lubna Khalid al-Qasimi

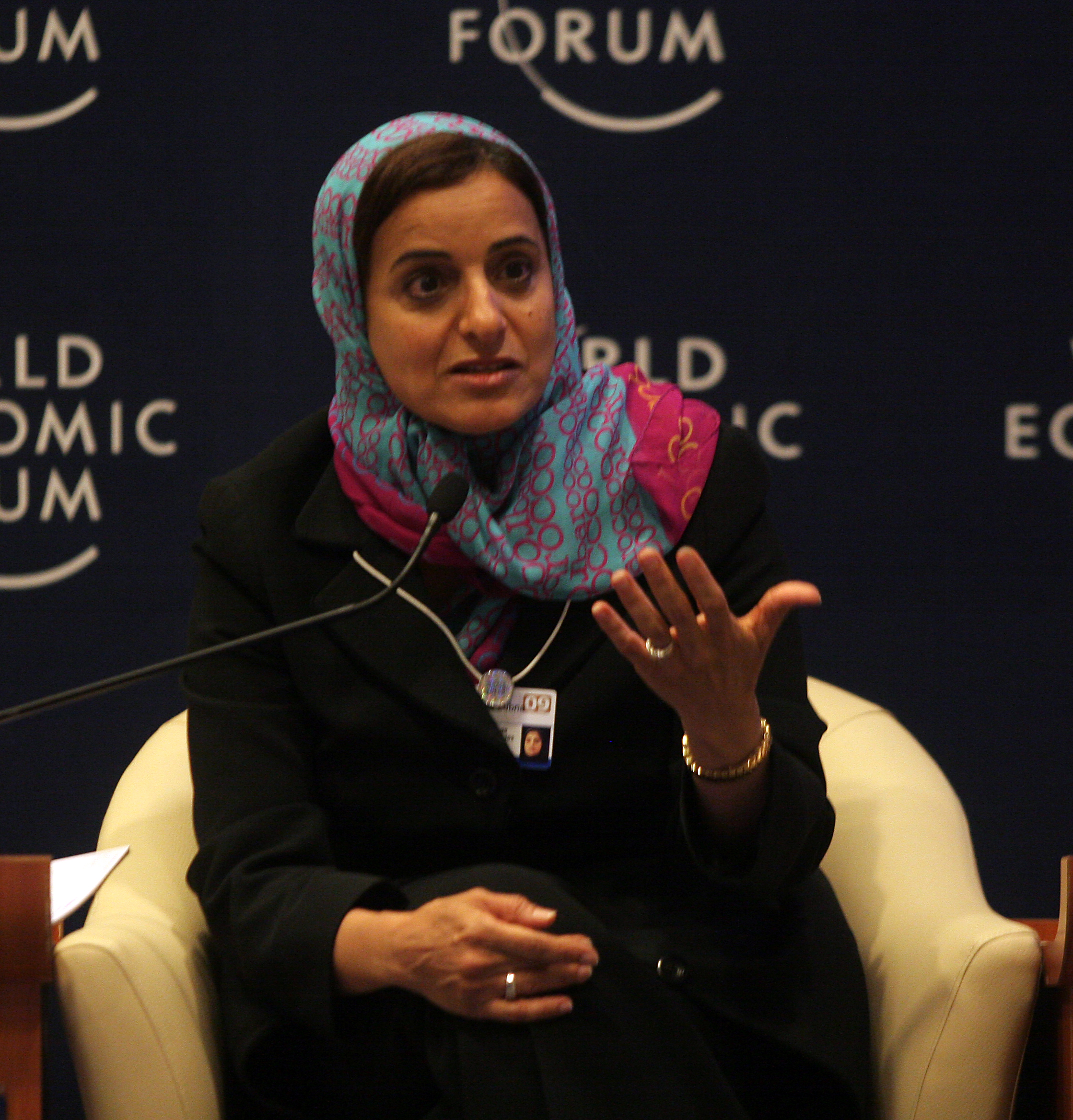
Lubna Khalid al-Qasimi (2009)

Scheicha Lubna bint Khalid bin Sultan al-Qasimi (arabisch لبنى بنت خالد بن سلطان القاسمي, DMG Lubnā bt. Ḫālid b. Sulṭān al-Qāsimī; * 4. Februar 1962 in Dubai) ist eine emiratische Politikerin.

## Leben
Qasimi studierte Informatik an der California State University in Chico und graduierte als Master of Business Administration von der American University of Sharjah. 2004 wurde Qasimi Ministerin für Außenhandel und damit als erste Frau überhaupt Kabinettsmitglied in den arabischen Emiraten. Sie gehört zur Familie al-Qasimi und ist die Nichte des Herrschers des Emirats Schardscha, Sultan bin Mohamed al-Qasimi.
Die California State University in Chico verlieh ihr 2009 einen Ehrendoktortitel.
Im Jahre 2014 wurde sie zur Präsidentin der Zayed-Universität ernannt und in der Forbes-Liste der 100 mächtigsten Frauen der Welt auf Platz 55 geführt, 2015 dann auf Platz 42.